# Gronachtalbrücke
Die Gronachtalbrücke ist eine Brücke der Bundesautobahn 6 über das Gronachtal bei Wollmershausen. Sie ist eine von mehreren Großbrücken im Landkreis Schwäbisch Hall im Verlauf des Teilstücks Weinsberg–Nürnberg und liegt zwischen den Anschlussstellen Kirchberg (Jagst) und Crailsheim/Satteldorf. 300 Meter entfernt liegt die Jagsttalbrücke.
Die Brücke hat eine Gesamtlänge von 528 m. Die Höhe über dem Talgrund beträgt 60 Meter. Die Baukosten betrugen rund 14,6 Millionen D-Mark, was im Jahre 2025 einer Kaufkraft von etwa 20,2 Millionen Euro entspräche.
Im Zuge des Neubaus der A 6 zwischen dem Autobahnkreuz Weinsberg und der bayerischen Grenze soll die Gronachtalbrücke bis etwa 2025 durch einen Neubau ersetzt werden.